# Preska, Medvode
Preska je naselje na južnih obronkih ravnine pri Medvodah, ob cesti v Škofjo Loko. Včasih samostojna vas, je bila v 20. stoletju priključena mestu Medvode. 

## Zgodovinski okvir
Milko Kos v Gradivu za historično topografijo  navaja: Preska, pri Medvodah na Gor.: 
Hag, 1309 9/2 (1 DAD; Gr.Lj.); 1327 23/6 (1 DAD); 1318 7/8 (MMVK 18, 136); 1336 20/12 (1 DAD; Gr.Lj.); 1339 20/12 (1 DAD; Gr.LJ.); 1353 23/4 (1 DAD) 1360 23/2 (1 DAD).
hof gelegen da ze Hag, 1370 24/11 (1 DAD; Gr. Lj.)
Hag, 1444 (AF 235/)
Hag. 1444 (AF 270/)
Hagpach (potok, levi pritok Babišnice), 1444 (AF 235/)
Chag, 1444 (AF, 247/)
V listinah iz 14. stoletja in naprej se govori o vasi Hag, to v nemščini pomeni ograjeni prostor, po navadi z neko manjšo kmetijo: »Ein Hag (von germ. *haga/ *hagaz auch *hagjô, *hagjôn für Umzäunung, Hag, Gehege) ist ein (manchmal auch mit z.B. Haselstangen und Leinen oder Hanfschnur) abgesteckter, umhegter Bereich.« Tudi po drugih virih gre za označbo omejenega ozemlja, lahko tudi gozda.
Listina iz leta 1309 govori o nekem Hansu Ramsgalg von Hag, kar najbrž ne bo povezano z našo Presko. Listina Rajnbota I. iz Jetrbenka iz 20. decembra 1336 govori o neobdelanem zemljišču  v Preski: »der anger ze Hag« in v nadaljevanju o nekem »Jaretz der schwster von Hag vnd seine chint« (Jarec čevljar iz Preske in njegovi otroci), ter dalje: »Stephan von Hag mit weib vnd mit chinden«.
Tako pravi listina Rajnbota I. iz Jeterbenka (Hertenberg) iz 20. decembra 1339, kjer se govori o prodaji petih hub (kmetij) Nikolaju Sumerekerju: »tzwo huoben gelegen sint dacz Hag in dem dorf da Stefan  vnd Hermans witebew ze disen zeiten auf gesezen sint«. Naprej govori še o krajih Medawn (Medno) in Seyah (Žeje).
Leta 1631 je škofov odposlanec ukazal podreti zunanji oltar pri cerkvi sv. Janeza Krstnika v vasi, do leta 1785 je bila Preska pod Sorško faro, potem pa se je osamosvojila.

## Prebivalstvo
Vas je leta 1750 štela 24 hiš in 169 prebivalcev, leta 1862 29 hiš in 163 prebivalcev, 1880 34 hiš in 167 ter leta 1900 36 hiš in 228 prebivalcev. Leta 1939 je bilo 363 prebivalcev in leta 1971 jih je bilo 532. 

## 19. stoletje
Leta 1847-48 so postavili novo župnišče, staremu pod cerkvijo pa so rekli »stari farovž«. Leta 1959 so naredili cesto v Studenčice.
9. maja 1865 (podatek 1854 v Koblarju je napaka) je vas pogorela, ostali sta obe kmetiji na levem bregu Prešnice, kjer je v Habjanovi hiši videti strop z letnico 1741. Kot pravi poročevalec v Novicah, so bili vsi pogorelci razen enega zavarovani. Noč za tem je pogorela papirnica na Ladji.

## Šola
Prvi začetki so bili leta 1835 (Anton Jerše pd. Zrimšek Verja), redna šola pa se je začela leta 1856 in je bila do 1865 v župnišču. Sedanja šola je bila zgrajena 1931, 1934 je imela 4 oddelke osnovne in 2 oddelka višje ljudske šole, vse skupaj 283 učencev. Dozidana je bila leta 1964.
Cerkev je bila  prezidana v današnjo podobo  leta 1941.